# Glenn Hughes
Glenn Hughes (Cannock, 21 agosto 1951) è un bassista e cantante britannico, soprannominato dai fan The Voice of Rock. È noto per uno stile vocale che unisce elementi rock, soul e rhythm'n'blues, che lo accomuna ai grandi vocalist neri come Marvin Gaye e Stevie Wonder (che dichiarò di considerare Hughes il proprio "cantante bianco" preferito) e alla scena Motown. Ha al proprio attivo una vasta discografia solista, oltre ad aver militato in gruppi storici come i Trapeze, i Deep Purple e i Black Sabbath.

## Biografia

### Esordi e formazione dei Trapeze
Hughes nacque a Cannock, nello Staffordshire, il 21 agosto 1951. A quindici anni abbandonò gli studi per dedicarsi alla musica, inizialmente nel ruolo di bassista. Alla fine degli anni sessanta suonò in diverse piccole band, fra cui spiccano i Finders Keepers, nucleo originale di quelli che sarebbero poi diventati i Trapeze. I Finders Keepers suonarono in diversi club e incisero un singolo.
Alla fine degli anni '60 Hughes e altri due membri dei Finders Keepers (Dave Holland e Mel Galley) fondarono i Trapeze insieme al tastierista Terry Rowley ed il cantante John Jones. Questa formazione, con Hughes alla voce, riscosse l'interesse della Threshold, l'etichetta discografica fondata dai Moody Blues. Con questa etichetta i Trapeze pubblicarono nel 1969 un primo singolo Send Me No More Letters, e l'anno successivo l'album di debutto omonimo. Nel 1970 il gruppo divenne un trio (composto solo da Holland, Galley e Hughes) e incise l'album Medusa, che riscosse un grande successo specialmente negli Stati Uniti. Anche il successivo album You Are the Music...We're Just the Band (1972) riscosse un buon successo. Questi lavori, che uniscono hard rock e venature funky (Your Love Is Alright) vengono considerati precursori del funk rock. Soprattutto il terzo lavoro, con composizioni prevalentemente di Hughes, è fortemente funk rock, con venature soul soprattutto rilevabili nei vocalizzi del cantante.

### I Deep Purple
Hughes attirò le attenzioni della Electric Light Orchestra e dei Deep Purple, orfani di Ian Gillan e Roger Glover. Alla fine di uno spettacolo dei Trapeze al Marquee Club di Londra Jon Lord andò da Hughes a fargli la proposta. I Purple avrebbero voluto Hughes nel suo duplice ruolo di bassista e cantante, ma il loro manager consigliò loro di restare un quintetto ed ingaggiarono lo sconosciuto David Coverdale alla voce (dopo che Ritchie Blackmore ebbe incassato il rifiuto dell'ex cantante dei Free, Paul Rodgers). Hughes, pur credendo nel progetto Trapeze, accettò l'offerta, non per passione ma, per sua stessa ammissione in interviste rilasciate negli anni novanta, per denaro: nacque la Mark III dei Deep Purple. Il quintetto rinnovato diede alle stampe l'epocale Burn nel 1974. Per motivi contrattuali il nome di Hughes non poteva apparire nei credit. Si pensa che la sua mano in sede compositiva fosse stata presente in Burn, Might just take your life, You fool no one, Sail away, Mistreated e "A" 200. Il ruolo di voce solista venne diviso tra Coverdale e Hughes: l'interazione tra le loro voci, bassa e scura quella del primo, acuta e solare quella del secondo, arricchì notevolmente la musica dei Purple, ora aperta ad influenze blues, soul e funky grazie ai due ultimi arrivati.
Qualche mese dopo uscì l'album Stormbringer, che ottenne un buon risultato commerciale. L'influenza compositiva di Hughes si fece più forte e portò Blackmore, che già durante le registrazioni partecipava svogliatamente, a lasciare il gruppo. Venne sostituito dallo statunitense Tommy Bolin, che legò bene con Hughes, sotto il profilo umano e musicale (tanto che Hughes cantò, non accreditato, in una canzone, Dreamer, di Teaser di Bolin). Nel 1975 uscì l'unico lavoro della Mark IV: il buon Come Taste the Band. L'apporto compositivo di Hughes è assai ridotto; inoltre si limita a cantare in tre canzoni (quelle che portano la sua firma) soltanto. D'altro canto dà vita ad una delle sue migliori prestazioni bassistiche di sempre, piena di groove funky; inoltre l'interazione con la chitarra di Bolin è alta.
I Purple si imbarcarono in una tournée critica: la dipendenza dalle droghe di Bolin annebbiò le sue capacità esecutive e la rivalità tra i due cantanti si fece stridente. Nel 1976 arrivò lo scioglimento per lo storico gruppo.

### Dopo i Deep Purple

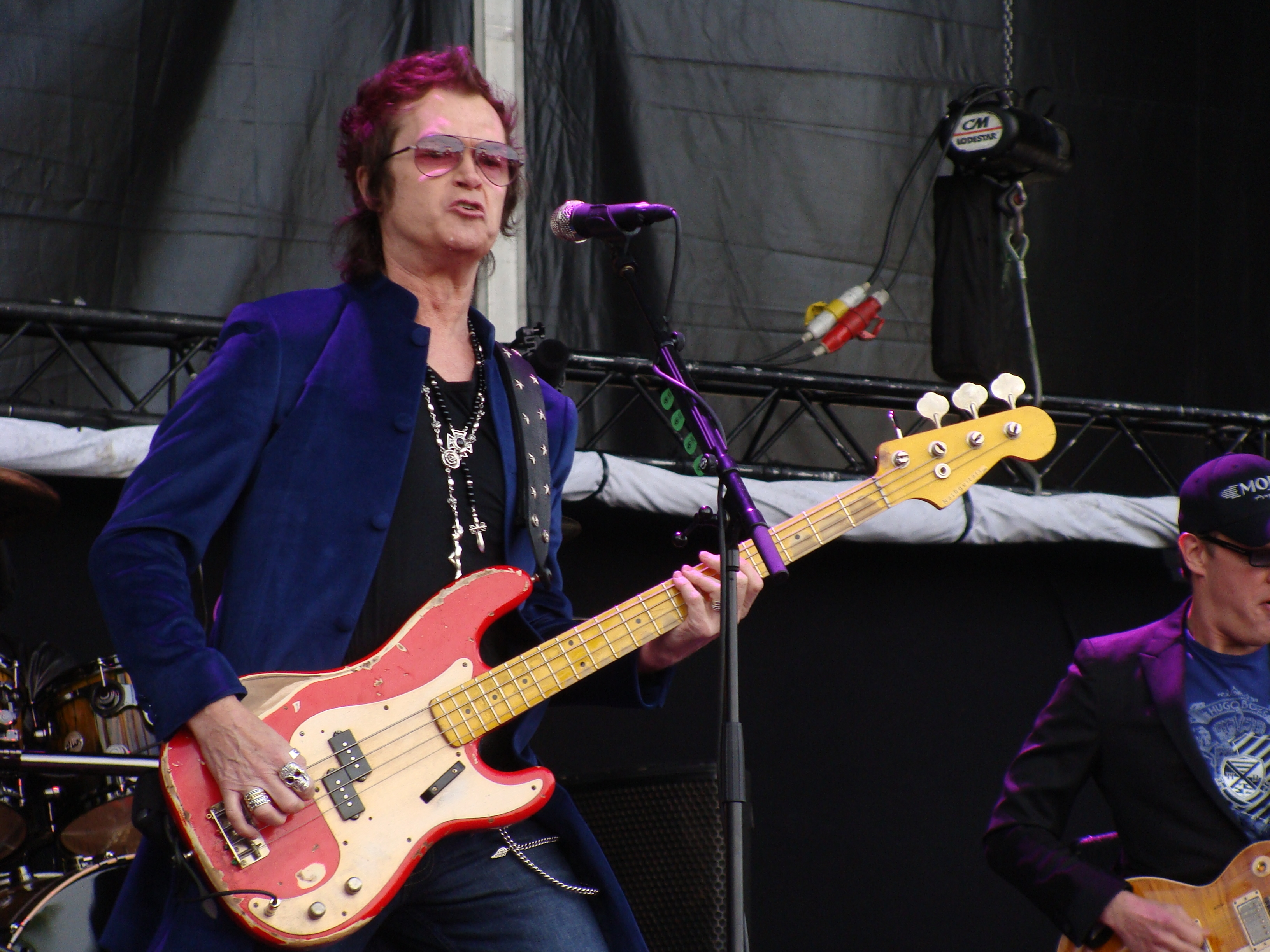
Glenn Hughes con i Black Country Communion nel 2011

Sciolti i Purple, meditò di tornare nei Trapeze. Ciò non avvenne, ma Hughes cantò comunque qualche brano nell'album Trapeze del 1976. Contemporaneamente decise di fondare un nuovo gruppo con Bolin, ma la morte di quest'ultimo per overdose di eroina rese impossibile il concretizzarsi del progetto. Il bassista si spostò allora a Los Angeles per dedicarsi così alla realizzazione di un album solista dove avrebbe cantato e suonato il basso, la chitarra ed il moog. Fra i vari musicisti che lo sostennero ritroviamo i vecchi compari Dave Holland, Mel Galley e Terry Rowley, il noto percussionista (collaboratore di Ian Gillan) Mark Nauseef ed il chitarrista canadese Pat Travers. Il prodotto di questo sforzo fu l'album Play me out, uscito nel '76, fortemente influenzato dal funky e dal soul. Le linee di basso di Hughes sono vivaci e raffinate, i vocalizzi "neri" ed acuti. Forse è l'album dove il cantante ha avuto più liberta in tutta la sua carriera, dove ha osato mettere da parte l'hard rock, anche a costo di deludere gli affezionati dei Trapeze e dei Deep Purple.
Tre anni dopo, per raggranellare un po' di denaro prestò la sua voce, non facendosi però accreditare, su un album dance, composto da cover dei Rolling Stones, di un gruppo chiamato 4 on the floor.
Nel 1982 esce il frutto del sodalizio umano ed artistico con l'ex chitarrista di Pat Travers e degli Automatic Man, Pat Thrall. L'album, a nome Hughes/Thrall, è tuttora molto amato dai fan e vendette 250 000 copie. Presenta sonorità anni ottanta assai diverse da quanto fatto da Hughes in passato. I cantanti sono estremamente melodici ed il basso solido. Il duo, accompagnato da Tommy Aldridge alla batteria, si imbarcò in un tour di supporto a Carlos Santana, ma sorsero molti problemi causati dalla loro pesante dipendenza dalle droghe che rese la loro prestazione sul palco precaria ed imprevedibile. In seguito a ciò, il tour venne interrotto e nessuno si fidò più ad ingaggiare il duo.

### Il periodo zingaro
Con la fine degli anni settanta iniziò il periodo peggiore dal punto di vista umano di Hughes: scivolò sempre più in una spirale di dipendenza dalle droghe (in particolare cocaina) che gli tolse la lucidità e la capacità di portare avanti dei progetti da solo e che lo costrinsero ad agganciarsi ora a questo, ora a quell'artista. Nel 1984 compose nuovi brani con Thrall: Pay the price, Try (and take my love), Still the night, Searching love, You were always there. L'album non venne realizzato e tali canzoni sono reperibili soltanto come bootleg per collezionisti.
Nel 1985 uscì Phenomena, l'album omonimo del progetto di Mel Galley e del fratello Tom. I Galley chiesero a Hughes di cantare e suonare il basso sull'album: accettò, cantando tutte le canzoni e suonando solo su due. Nello stesso anno venne pubblicato Run for Cover del chitarrista irlandese Gary Moore, nel quale Hughes cantava e suonava in parecchie canzoni.
L'anno seguente Tony Iommi dei Black Sabbath decise di pubblicare un album solista e chiese a Hughes di partecipare. Inizialmente il cantante non ne fu molto convinto, dal momento che non si sentiva vicino alle sonorità dei Sabbath, ma quando ascoltò le composizioni di Iommi decise di accettare. Il frutto di questa collaborazione fu Seventh Star, uscito a nome Black Sabbath featuring Tony Iommi su pressione della casa discografica che voleva puntare sul nome dello storico gruppo. Il disco (nonostante presenti una delle migliori interpretazioni vocali di Hughes) non si rivelò un successo. In tour iniziarono i problemi: il rapporto tra Iommi e Hughes si deteriorò a causa della dipendenza di Hughes da alcool e droga che lo condusse a delle prestazioni non sempre all'altezza; inoltre Hughes aveva problemi a cantare le canzoni del periodo di Ozzy Osbourne. I problemi maggiori li portò Don Arden, allora manager dei Black Sabbath, il quale, durante una scazzottata con Hughes, lo colpì alla gola, rischiando di compromettere per sempre la voce. A causa di questo incidente si vocifera che Hughes con la gola compromessa dalla colluttazione fu comunque costretto a partecipare alle date iniziali del tour che erano oramai già organizzate, fingendo di cantare (mentre la voce gli veniva "prestata" dal tastierista Geoff Nichols che cantava in ombra dalla sua postazione dietro le tastiere). Subito dopo Hughes abbandonò il tour, sostituito dallo statunitense Ray Gillen.
Nel 1987, dopo essersi rimesso, Hughes cantò qualche brano per Phenomena II e l'anno seguente fece delle session con Don Dokken (di cui resta solo qualche canzone bootleg).
Nel 1989 avvenne una svolta nella vita di Hughes: David Coverdale lo invita a fare qualche coro sull'album degli Whitesnake intitolato Slip of the Tongue. Il vecchio amico gli disse che se si fosse disintossicato sarebbe riuscito sicuramente a tornare ad essere un nome di spicco nel mondo della musica rock. Hughes diede ascolto al cantante, la fece finita con abusi di ogni tipo e riscoprì anche il suo rapporto con Dio. L'anno seguente la Warner Bros. gli propose la realizzazione di un disco solista: Hughes accettò e chiamò a sé il chitarrista Robin George e il batterista Gary Ferguson.
Nonostante il tempo, il denaro e l'impegno profusi le incisioni non resero soddisfatto Hughes e pertanto l'album non venne mai messo in commercio (è reperibile solo come bootleg nei circuiti dei collezionisti).

### La rinascita
Il 1992 fu un anno di svolta per Hughes: cantò per i Lynch Mob dell'ex Dokken George Lynch, su Face the Truth del suo caro amico ed ex Europe John Norum ed incise l'album Blues su proposta di Mike Varney. Hughes, ormai disintossicato ed in piena forma, poté iniziare una proficua carriera solistica. Trovò anche il tempo di portare avanti una tournée di tre mesi negli USA e nel Regno Unito con i riformati Trapeze. Nel 1993 mise in piedi un super-gruppo con gli ex Europe John Levén (basso) e Mic Michaeli (tastiere), i virtuosi chitarristi svedesi Eric Bojfeldt e Thomas Larsson ed il batterista Hempo Hilldén (arrivato dal gruppo di Norum). Fece concerti e presentò alle radio, in compagnia dei due chitarristi, delle versioni acustiche di alcuni brani del nuovo disco in arrivo (uscito nel 1994): il raffinato From Now On, venato di sonorità AOR e dai testi ricchi di riferimenti alla nuova dimensione spirituale del cantante. Il gruppo partì in tour con l'ex Europe Ian Haugland alla batteria. Nel 1995 uscì un nuovo album: Feel dalle sonorità funky e soul. Alla chitarra troviamo Pat Thrall ed altri, mentre alla batteria torna Gary Ferguson. Instancabile, quasi a voler recuperare il tempo perduto a causa delle droghe, canta anche su molte canzoni di Live and Learn dei Brazen Abbot.
L'anno seguente uscì l'ennesimo nuovo disco, Addiction con alla batteria Joe Travers, alla chitarra Marc Bonilla e lo svedese J.J. Marsh, che sarebbe diventato sua controparte musicale fino ad oggi. Il disco è assai potente e cupo, lievemente influenzato dal grunge. La formula definitiva della sua proposta musicale venne messa a punto: un disco funky alternato ad uno maggiormente hard rock. Con Marsh, Ferguson e vari tastieristi realizzò: The Way It Is (1999, con Keith Emerson ospite in un pezzo), From The Archives Volume I - Incense & Peaches (2000, una raccolta di vecchi pezzi inediti con vari musicisti tra cui Roy Z), Return Of Crystal Karma (2000), A Soulful Christmas (2000, un album di canzoni natalizie in vendita solo per posta il cui ricavato venne destinato alla beneficenza), Building The Machine (2001), Songs In The Key Of Rock (2003, con Jeff Kolmann alla seconda chitarra), Soulmover (2005, che registrò l'entrata in formazione di Chad Smith dei Red Hot Chili Peppers alla batteria), Soulfully Live In The City Of Angels (2004), Freak Flag Flyin' 2005 (disco dal vivo in vendita solo per corrispondenza) Music For The Divine (2006) e First Underground Nuclear Kitchen (2008).
Parallelamente alla sua carriera solistica porta avanti numerose e prestigiose collaborazioni. Nel 1996 venne contattato da Iommi per lavorare al suo disco solista assieme a Dave Holland e al tastierista Don Airey. Nonostante la buona qualità del materiale, il disco venne pubblicato solo nel 2004 (dopo essere circolato per anni solo in copie pirata), con le parti di batteria re-incise da Jimmy Copley. Nel 1998 uscì The Work Tapes, realizzato in coppia con l'ex tastierista degli Asia Geoff Downes (in precedenza circolavano delle copie pirata di tale sessioni).
Nel 2002 iniziò la collaborazione con l'ex Rainbow Joe Lynn Turner con il quale incise due dischi (Hughes/Turner Project nel 2002 e Hughes/Turner II nel 2003) ed un live (Live in Tokyo nel 2002). Nel 2005 venne richiamato da Iommi per l'album Fused; partecipò inoltre, in coppia con Turner, all'album solista del sindaco di Mosca Michael Men, Made in Moscow.
Nel 2006 si riunisce su disco con il vecchio compagno Ian Paice (Deep Purple) sull'album "Moonstone Project - Time To Take A Stand" del suo amico chitarrista italiano Matt Filippini con il quale Hughes ha suonato anche vari show nel 2007. Nel 2006 affrontò anche il nuovo progetto Phenomena 4 e preparò il nuovo progetto per il 2007 con Pat Thrall, Hughes/Thrall 2. Inoltre è in allestimento un nuovo live per la sua discografia, previsto per i primi mesi del 2007 dal titolo di Live At The Basement.
Sempre nel 2010 Hughes entra a far parte dei Black Country Communion, un supergruppo in cui oltre a Hughes prendono parte l'ex tastierista dei Dream Theater Derek Sherinian, Jason Bonham (figlio di John batterista dei Led Zeppelin) e il chitarrista statunitense Joe Bonamassa. L'album di debutto è uscito nel settembre del 2010.
Nel 2013 i Black Country Communion si sono divisi. Derek Sherinian ha deciso di continuare la collaborazione con Joe Bonamassa. Glenn Hughes e Jason Bonham hanno arruolato il ventiduenne talentuoso chitarrista Andrew Watt per formare i California Breed, che hanno pubblicato l'omonimo album di debutto il 19 maggio 2014. Per il 4 novembre 2016 è stato pubblicato il nuovo album come solista, Resonate.
Nel 2019 entra a far parte del supergruppo The Dead Daisies, in qualità di cantante e bassista, sostituendo gli uscenti John Corabi e Marco Mendoza. Partecipa al rilascio del quinto album del gruppo Holy Ground, pubblicato il 22 Gennaio 2021, il quale, accolto con acclamazioni corali sia dai fans che dalla critica musicale si insedia tra i primi 10 album di molteplici classifiche rock internazionali.
Nel 2022, pubblica il suo secondo disco con il gruppo, Radiance. A seguito del tour successivo, nel 2023, abbandona i Dead Daisies, favorendo il rientro in formazione dell'ex cantante del gruppo, John Corabi, e l'avvicendamento del bassista Michael Devin (ex Whitesnake).

## Discografia

### Solista
- 1977 – Play Me Out
- 1992 – L.A. Blues Authority Volume II: Glenn Hughes - Blues
- 1994 – From Now On...
- 1994 – Burning Japan Live
- 1995 – Play Me Out (Special Edition)
- 1995 – Feel
- 1996 – Addiction
- 1996 – Greatest Hits: The Voice Of Rock (compilation)
- 1997 – Talk About It (EP)
- 1998 – The God Of Voice: Best Of Glenn Hughes
- 1999 – The Way It Is
- 2000 – From The Archives Volume I - Incense & Peaches
- 2000 – Return of Crystal Karma (R.O.C.K.)
- 2000 – A Soulful Christmas
- 2001 – Days Of Avalon
- 2001 – Building the Machine
- 2002 – Different Stages...Best Of Glenn Hughes
- 2003 – Songs in the Key of Rock
- 2004 – Soulfully Live In The City Of Angels (DVD and CD)
- 2005 – Soul Mover
- 2005 – Freak Flag Flyin'
- 2006 – Music for the Divine
- 2007 – Live At The Basement
- 2007 – This Time Around: The Platinum Collection
- 2008 – First Underground Nuclear Kitchen (F.U.N.K.)
- 2016 – Resonate

### Finders Keepers
- Sadie, The Cleaning Lady (single) (1968)

### Trapeze
- Trapeze (1970)
- Medusa (1970)
- You Are the Music...We're Just the Band (1972)
- The Final Swing (1973)
- High Flyers: The Best of Trapeze - best of 1970-1976 (1996)
- On the Highwire - best of 1970-1994 only studio tracks (2003)
- Welcome To The Real World Live (1992)

### Deep Purple
- Burn (1974)
- Live in London (1974)
- Stormbringer (1974)
- Made in Europe (1975)
- Come Taste the Band (1975)
- Last Concert in Japan (1976)
- Singles A's & B's (1993)
- Live in California Feb 1976: On the Wings of a Russian Foxbat (1995)
- California Jamming (1996)
- MK III The Final Concerts (1996)
- Days May Come and Days May Go, The California Rehearsals, June 1975 (2000)
- 1420 Beachwood Drive, The California Rehearsals, Part 2 (2000)
- This Time Around, Live In Tokyo (2001)

### Black Country Communion
- 2010 – Black Country Communion
- 2011 – 2
- 2012 – Afterglow
- 2017 – BCCIV

### California Breed
- 2014 – California Breed

### The Dead Daisies
- 2021 – Holy Ground
- 2022 – Radiance

### Collaborazioni
- Roger Glover And Guests - The Butterfly Ball And The Grasshopper's Feast (1974)
- Jon Lord - Windows (1974)
- Tommy Bolin - Teaser (1975) (non accreditato)
- Various Artists - The Wizard's Convention (1976)
- Pat Travers - Makin' Magic (1977)
- 4 On The Floor - same (1979)
- Climax Blues Band - Lucky For Some (1981)
- Hughes/Thrall - same (1982)
- Night Ranger - Midnight Madness (1983)
- Heaven - Where Angels Fear to Tread (1983)
- Phenomena - same (1985)
- Gary Moore - Run for Cover (1985)
- Black Sabbath featuring Tony Iommi - Seventh Star (1986)
- Various Artists - Dragnet (Music from The Motion Picture Soundtrack) (1987)
- Phenomena II - Dream Runner (1987)
- Whitesnake - Slip of the Tongue (1989)
- XYZ - XYZ (1989)
- Notorious - same (1990)
- Various Artists - Music from and Inspired By The Film Highlander II: The Quickening (1990)
- L.A. Blues Authority - same (1991)
- The KLF - America: What Time Is Love? (single) (1992)
- Lynch Mob - Lynch Mob (1992)
- John Norum - Face the Truth (1992)
- Geoffrey Downes/The New Dance Orchestra - Vox Humana (European version) (1993)
- Sister Whiskey - Liquor And Poker (1993)
- Marc Bonilla - American Matador (1993)
- George Lynch - Sacred Groove (1993)
- Stevie Salas - Stevie Salas Presents: The Electric Pow Wow (1993)
- Mötley Crüe - S/T album: "Misunderstood" (1994)
- Manfred Ehlert's Amen - same (1994)
- Various Artists - Smoke On The Water: A Tribute (1994)
- L.A. Blues Authority Volume V - Cream Of The Crop: A Tribute (1994)
- Hank Davison & Friends - Real Live (1995)
- Brazen Abbot - Live And Learn (1995)
- Wet Paint - Shhh..! (1995)
- Richie Kotzen - Wave Of Emotion (1996)
- Liesegang - No Strings Attached (1996)
- Asia - Archiva 1 (1996)
- Various Artists - To Cry You A Song: A Collection Of Tull Tales (1996)
- Various Artists - Dragon Attack: A Tribute To Queen (1996)
- Amen - Aguilar (1996)
- Glenn Hughes/Geoff Downes - The Work Tapes (1998)
- Glenn Hughes & Friends - A Tribute to Tommy Bolin  (1998)
- Stuart Smith - Heaven And Earth (1998)
- Various Artists - Humanary Stew: A Tribute to Alice Cooper (1999)
- Various Artists - Encores, Legends & Paradox: A Tribute To The Music Of ELP (1999)
- The Bobaloos - The Bobaloos (1999)
- Niacin - Deep (1999)
- Erik Norlander - Into The Sunset (2000)
- Tidewater Grain - Here On The Outside (2000)
- Voodoo Hill - same (2000)
- Craig Erickson Project - Shine (2000)
- Nikolo Kotzev's Nostradamus (2001)
- Max Magagni - Twister (2001)
- Various Artists - Stone Cold Queen: A Tribute (2001)
- Various Artists - Another Hair Of The Dog - A Tribute To Nazareth (2001)
- Various Artists - Let The Tribute Do The Talking - A Tribute To Aerosmith (2001)
- Ape Quartet - Please Where Do We Live? (2001)
- Voices of Classic Rock - Voices For America (2001)
- Ellis - Ellis Three (E-III) (2001)
- HTP (Hughes Turner Project) - same (2002)
- HTP (Hughes Turner Project) - Live In Tokyo (2002)
- The Alchemist - Songs From The Westside (2002)
- An All Star Lineup Performing The Songs Of Pink Floyd - same (2002)
- Ryo Okumoto - Coming Through (2002)
- Jeff Scott Soto - Prism (2002)
- Various Artists - Influences & Connections, Volume 1, Mr.Big (2003)
- HTP (Hughes Turner Project) - 2 (2003)
- Chris Catena - Freak Out! (2003)
- Rata Blanca/Glenn Hughes Vivo (2003)
- Aina - Days of Rising Doom (2003)
- Voodoo Hill - Wild Seed Of Mother Earth (2004)
- Iommi - The 1996 DEP Sessions (2004)
- Iommi - Fused (2005)
- Phenomena - Psycho Fantasy (2006)
- Moonstone Project - Time To Take A Stand (2006)
- The Lizards - Against All Odds (2006)
- Quiet Riot - Rehab (2006)
- Ken Hensley - Blood On The Highway (2007)
- Keith Emerson/Glenn Hughes/Marc Bonilla - Boys Club – Live From California (2008)
- Joe Satriani - What Happens Next (2018)